# 81 Рака
81 Рака (лат. 81 Cancri, π¹ Cancri) — тройная звёздная система, которая находится в созвездии Рака. Находится на расстоянии 67 св. лет от Солнца.
Два компонента — жёлтые карлики класса G, звёзды главной последовательности, образующие спектрально-двойную звезду. Третий компонент — коричневый карлик, был обнаружен в 2001 году. В 2006 году выяснилось, что этот последний компонент является не одиночной, а двойной звездой. Таким образом, компоненты C и D оба являются коричневыми карликами.